# Le Fakir de Singapour
Le Fakir de Singapour és un curtmetratge mut francès de 1908 dirigit per Georges Méliès. Va ser venut per la Star Film Company de Méliès i està numerat 1253–1257 als seus catàlegs.

## Trama
En un espai obert davant de cases construïdes en estil morisc, amb vistes a palmeres i un cos d'aigua, una dona està espolsant una pintura d'un bruixot amb un turbant i túnica llarga. De sobte, el mateix bruixot esclata per la pintura i es lliura a una varietat de trucs de màgia, amb la dona mirant i de vegades participant. Primer el bruixot li fa sortir un ou de l'orella; després la fa créixer a una mida enorme, la talla perfectament per la meitat i combina les dues mitges petxines amb una palmera i un parell d'ulleres per fer una bàscula gegant. Posant ingredients a les dues mitges closques i tornant-los a posar junts, cou l'ou al foc i en fa sortir un ramat de gallines, i després en surten dos nens petits. Per a un final, fa que la dona esclati de l'ou. Ella fa una reverència i surt, i el bruixot li posa una mitja petxina a l'esquena i s'arrossegueix feliç.

## Producció
El mateix Méliès interpreta el paper principal a la pel·lícula, que utilitza pirotècnia i escamoteigs per crear els seus efectes especials.